# ارزش‌گذاری سهام
ارزش‌گذاری سهام، (به انگلیسی: stock valuation) در بازارهای مالی ارزش‌گذاری سهام عبارت است از تخمین ارزش یک دارایی، بر اساس مقایسه آن دارایی، با دارایی‌های  یا بر اساس ارزش فعلی متغیرهایی که بازده آتی دارایی به آنها بستگی دارد.
نقش ارزش‌گذاری در سه حوزه مدیریت پرتفوی، تحلیل تملک شرکت‌ها و مباحث مالی شرکتی مورد توجه می‌باشد. شناخت شرکت، پیش‌بینی عملکرد شرکت و انتخاب مدل ارزش‌گذاری، مراحل اصلی و نخست فرایند ارزشگذاری می‌باشد.